# 利德雷
利德雷是任天堂电子游戏银河战士系列里登场的虚构角色，是形态类似飞龙的宇宙生物，是宇宙海賊其中一个高級幹部，在銀河戰士的故事之前就带部下襲擊各處行星，并劫掠著星球上的資源和殺害當地住民，当时在襲擊殖民地K-2L时殺害了系列主角薩姆斯的父母。
他的名字来源于1979年电影《异形》的导演雷德利·斯科特（Ridley Scott）。角色设计师坂本贺勇称《异形》对《银河战士》有“巨大影响”
在整个系列中，利德雷有不同的外表变化。在最初的《银河战士》中，他的体型大小和主角萨姆斯差不多，在《Prime》系列中，他有个控制形态叫Meta Ridley，还有一个机器人复制品叫机器利德雷。
利德雷作为《银河战士》系列的反派一直受到广泛好评，被认为是任天堂有史以来最著名和最优秀的反派之一。